# Ruth Poritzky
Ruth Poritzky   (Berlín, 24 d'agost de 1902 - Auschwitz II-Birkenau, agost 1942) va ser una cantant, compositora, arpista i organista alemanya.

## Biografia
Ruth Poritzky va néixer a Berlín com l'única filla de l'escriptor i director Jakob Elias Poritzky i la poetessa Helene Orzolkovsky. La mare provenia d'una família de cantors. El pare, que es va criar estrictament jueu ortodox, havia arribat a Karlsruhe quan era petit i més tard es va unir als cercles literaris seculars. Al voltant de 1915 va treballar temporalment al Teatre Estatal de Baden a Karlsruhe, però després va tornar a Berlín. Ruth es va quedar amb la seva mare i dues tietes a Karlsruhe, on vivien altres parents. Va completar una formació vocal, probablement amb Carl Beines a Darmstadt, i va aprendre piano, orgue, guitarra i arpa cromàtica.
Ruth va cantar com a soprano, des de 1933 principalment en el context de l'Associació Cultural Jueva, i va compondre, entre altres coses, cançons per a la sinagoga. Aviat va adoptar el nom artístic "Porita", potser prestat del món de l'òpera italiana.
Va ensenyar al Conservatori Munz de Karlsruhe i va fer nombroses aparicions. El 1934, per exemple, la "Baden Jewish Community Gazette" va informar sobre una de les seves aparicions en una "vetllada familiar" del "Reichsbund of Jewish Front Soldiers":"La nostra cantant local de llaüts Ruth Porita es va delectar en la primera part amb cançons serioses, en la segona part amb cançons divertides, en part auto-posades al llaüt."

Com a organista, va treballar en la comunitat israeliana de Karlsruhe en la dècada de 1930.
El 22 d'octubre de 1940, Ruth i la seva mare i diversos milers de jueus van ser segrestats del sud-oest d'Alemanya a la ciutat francesa del sud de Gurs, on van viure en condicions molt difícils fins a l'estiu de 1942. Totes dues van ser deportades del camp de concentració de Drancy a Auschwitz-Birkenau el 12 d'agost de 1942 i van ser assassinades allà.